# 海口绕城高速公路
海口绕城高速，於2008年8月6日通车，现为 海南环线高速的一部分（海口段，连接原东西线高速）。在推荐性国家标准GB/T 917-2017中，海口绕城高速曾经单独赋予国高网编号G9801，并标注“（预留）”，但在2022年国家公路网规划中被移除。
二期工程（美兰机场互通- 海琼高速演丰互通）已于2021年3月30日主线通车。

## 介绍
起点：白莲互通
终点：演丰互通
西段（ 海南环线高速海口段）：白蓮互通-龙桥枢纽
东段及二期延长线（ 機場聯絡線）：龙桥枢纽-美兰机场互通（海口美兰机场）- 海琼高速演豐互通

## 连接高速
- 西線高速：白莲互通
- 沈海高速、 兰海高速：美安互通
- 海南中线高速公路：丘海互通
- 東線高速、 海口联络线：龙桥互通
- 海琼高速：演丰互通

## 互通枢纽及服务设施列表
| 地区                                                                                         | 里程 | 类型          | 名称     | 连接                        | 说明                                |
| -------------------------------------------------------------------------------------------- | ---- | ------------- | -------- | --------------------------- | ----------------------------------- |
| 澄迈县                                                                                       | 587  | 出入口        | 白莲     | 西线高速公路 225国道        |                                     |
| 海口市 秀英区                                                                                | 592  | 枢纽 · 出入口 | 美安     | 粤海大道 兰海高速           | 海口站                              |
| 海口市 秀英区                                                                                | 598  | 出入口        | 火山口   | 火山口大道                  |                                     |
| 海口市 秀英区                                                                                | 602  | 出入口        | 狮子岭   | 224国道                     |                                     |
| 海口市 秀英区                                                                                | 604  | 枢纽 · 出入口 | 丘海     | 海南中线高速 丘海大道延长线 |                                     |
| 海口市 秀英区                                                                                | 608  | 出入口        | 觀瀾湖   | 觀瀾湖大道                  |                                     |
| 海口市 龙华区                                                                                | 611  | 出入口        | 龙昆南   | 迎宾大道 羊山大道           | 和龙桥枢纽在同一个集散道上 海口东站 |
| 海口市 龙华区                                                                                | 612  | 枢纽          | 龙桥     | 东线高速公路 海口联络线     | 海南环线高速终点 机场联络线起点     |
| 海口市 美兰区                                                                                |      | 出入口        | 美兰机场 | 223国道 美兰机场路          |                                     |
| 海口市 美兰区                                                                                |      | 出入口        | 晋文     | 223国道                     |                                     |
| 海口市 美兰区                                                                                |      | 出入口        | 龙进     | 云美大道                    |                                     |
| 海口市 美兰区                                                                                |      | 枢纽          | 演丰     | 海琼高速                    |                                     |
| 1.000 英里 = 1.609 千米；1.000 千米 = 0.621 英里 并行路段 • 已关闭／取消 • 限制进入 • 未开放 |      |               |          |                             |                                     |